# Keyshawn Johnson
Joseph Keyshawn Johnson (Los Ángeles, California, 22 de julio de 1972) es un jugador de fútbol americano que fue un receptor abierto en la National Football League (NFL) por once temporadas.
Él jugó al fútbol americano universitario para la Universidad del Sur de California y ganó honores All-American. La primera selección en el Draft de la NFL de 1996, jugó profesionalmente para los New York Jets, Tampa Bay Buccaneers, Dallas Cowboys y Carolina Panthers.
Se retiró del fútbol después de la temporada 2006, y pasó siete años como un locutor de televisión para el canal deportivo ESPN. Johnson fue un concursante en la temporada 17 de Dancing with the Stars, en la que fue el primer concursante eliminado.

## Primeros años
Johnson nació en Los Ángeles, California. Él asistió a la Escuela Preparatoria Palisades Charter para su estudiante de segundo año y años menores y la Susan Miller Dorsey High School en Los Ángeles, y jugó el fútbol americano secundario para los Dorsey Dons en su año sénior.

## Carrera universitaria
Después de jugar al fútbol durante dos años en el West Los Angeles College, Johnson se trasladó a la Universidad del Sur de California, donde jugó para el equipo de fútbol americano USC Trojans football de John Robinson en 1994 y 1995. En 1994, terminó con 66 capturas para 1.362 yardas y 9 TD. En 1995, terminó con 102 capturas para 1.434 yardas y 7 TD.
Como un Trojan, fue reconocido dos veces como un consenso en el primer equipo de All-America. ADespués de la temporada de la universidad de 1994, Johnson ayudó a llevar a los Trojans a una victoria en el Cotton Bowl Classic de 1995, después de lo cual fue nombrado el Jugador Más Valioso del juego. Los Trojans jugaron en el Rose Bowl de 1996, durante el cual Johnson capturó 12 pases para un récord de Rose Bowl de 216 yardas y un touchdown en la victoria de los Trojans por 41-32 sobre los Northwestern Wildcats. Fue nombrado Jugador del Juego. Fue incluido en el Salón de la Fama de Rose Bowl el 31 de diciembre de 2008.
Mientras estaba en la universidad, Johnson apareció en el programa de televisión Entrenador, como un jugador elegible para el draft en la próxima temporada. Él rechazó rotundamente ser reclutado al equipo ficticio de «Orlando Breakers» para el entrenador Hayden Fox, indicando que él iría a Canadá para jugar primero. Johnson se graduó de la Universidad del Sur de California con un B.A. en ciencias sociales e historia en 1997.´

### Estadísticas universitarias
|         |         |    | Receiving | Receiving | Receiving |
| Año     | Equipo  | GP | Rec       | Yardas    | TDs       |
| ------- | ------- | -- | --------- | --------- | --------- |
| 1994    | USC     | 11 | 66        | 1,362     | 9         |
| 1995    | USC     | 12 | 102       | 1,434     | 7         |
| Totales | Totales | 23 | 168       | 2,796     | 16        |

## Carrera profesional

### New York Jets
Los New York Jetsreclutaron a Johnson con la selección general máxima en el draft de la NFL de 1996. Él fue el primer receptor abierto seleccionado con la selección total número uno desde que Irving Fryar fue elegido por New England Patriots en 1984. Mientras estaba en los New York, jugó tres temporadas (1997-1999) bajo Bill Parcells, quien en dos temporadas daría la vuelta a los Jets de 1-15 en 1996, el año novato de Johnson a 9-7 en 1997 y 12-4 en 1998 y el primer título de la División Este de la AFC en la franquicia.
Una de sus mejores actuaciones fue en una victoria por 34-24 sobre los Jacksonville Jaguars en un partido de playoff de división AFC después de la temporada 1998. En ese juego, Johnson atrapó nueve pases para 121 yardas y un touchdown, corrió para 28 yardas y un touchdown, recuperó un balón suelto e interceptó un pase de defensa. Los Jets sin embargo, cayeron un juego corto del Super Bowl después de perder el juego del campeonato de AFC la semana próxima ante los Denver Broncos con 23-10. Johnson escribió una autobiografía con Shelley Smith de ESPN, Just Give Me the Damn Ball. El libro cubría sus experiencias de novato.

### Tampa Bay Buccaneers
Johnson fue cambiado el 12 de abril de 2000 a los Tampa Bay Buccaneers por dos opciones de draft de primera ronda (13 - John Abraham - y 27 - Anthony Becht - en general) en el draft de la NFL de 2000. Poco después de que Johnson llegara a Tampa Bay, lo firmaron en una extensión de contrato de $56 millones con los Buccaneers que lo convirtieron en el receptor de mayor cuota de la NFL.
En ese momento se estaba uniendo a un equipo que había caído un juego corto del Super Bowl de la temporada anterior.En 2002 Johnson se encendió ganar un Super Bowl con los Buccaneers después de la llegada del nuevo entrenador Jon Gruden, que sucedió a Tony Dungy. Johnson tuvo 76 capturas para 1.088 yardas y cinco touchdowns; en los playoffs, tuvo ocho capturas para 125 yardas y un touchdown contra los Philadelphia Eagles, luego tuvo seis asaltos para 69 yardas en el Super Bowl. Sin embargo, su amarga relación con Gruden (ilustrada por un videoclip de él gritando a Gruden en el banquillo) llevó a su suspensión de los últimos 7 partidos de la temporada 2003. La temporada baja siguiente, fue cambiado a los Dallas Cowboys, , donde él se reunió con Bill Parcells, su entrenador mientras que él estaba con los New York Jets.

### Dallas Cowboys
El 19 de marzo de 2004, los Tampa Bay Buccaneers lo cambiaron a los Dallas Cowboys por Joey Galloway, quien los Cowboys también habían cambiado dos selecciones de primera ronda para adquirir. Reunido con su exentrenador Bill Parcells, Johnson cumplió con su facturación anticipada para los Cowboys en 2004, liderando al equipo en la recepción de yardas y empatando para el liderato en las capturas de touchdown mientras asumía un papel de liderazgo en el vestuario y en el campo.

### Carolina Panthers
El 23 de marzo de 2006, Johnson firmó un contrato de cuatro años y $14 millones de dólares con los Carolina Panthers. De esto, se le garantizó un bono de firma de cinco millones de dólares. Se esperaba que jugara frente a Steve Smith como el receptor número dos.
Durante el partido de la NFL de Carolina Panthers contra los Buccaneers el 13 de noviembre de 2006, Johnson se convirtió en el primer jugador en la historia de la NFL en anotar un touchdown en el Monday Night Football con cuatro equipos diferentes (Jets, Buccaneers, Cowboys y Panthers). Johnson fue lanzado de los Panthers el 1 de mayo de 2007, después de apenas una temporada con el equipo. Publicó 70 recepciones para 815 yardas y cuatro touchdowns en Carolina.

### Estadísticas de la NFL
| Año     | Equipo | G   | Rec | Yds    | Prom | Long | TD | 1st | Fmb | Lost |
| ------- | ------ | --- | --- | ------ | ---- | ---- | -- | --- | --- | ---- |
| 1996    | NYJ    | 14  | 63  | 844    | 13.4 | 50   | 8  | 42  | 0   | 0    |
| 1997    | NYJ    | 16  | 70  | 963    | 13.8 | 39   | 5  | 50  | 0   | 0    |
| 1998    | NYJ    | 16  | 83  | 1,131  | 13.6 | 41   | 10 | 60  | 0   | 0    |
| 1999    | NYJ    | 16  | 89  | 1,170  | 13.1 | 65   | 8  | 57  | 0   | 0    |
| 2000    | TB     | 16  | 71  | 874    | 12.3 | 38   | 8  | 49  | 2   | 2    |
| 2001    | TB     | 15  | 106 | 1,266  | 11.9 | 47   | 1  | 67  | 2   | 1    |
| 2002    | TB     | 16  | 76  | 1,088  | 14.3 | 76   | 5  | 53  | 0   | 0    |
| 2003    | TB     | 10  | 45  | 600    | 13.3 | 39   | 3  | 33  | 0   | 0    |
| 2004    | DAL    | 16  | 70  | 981    | 14.0 | 39   | 6  | 53  | 1   | 1    |
| 2005    | DAL    | 16  | 71  | 839    | 11.8 | 34   | 6  | 46  | 3   | 3    |
| 2006    | CAR    | 16  | 70  | 815    | 11.6 | 40   | 4  | 42  | 1   | 1    |
| Carrera |        | 167 | 814 | 10,571 | 13.0 | 76   | 64 | 552 | 9   | 8    |

## Retiro
El 23 de mayo de 2007, Johnson anunció que se retiraba de la NFL, al parecer rechazando las ofertas de varios equipos, incluyendo a los Tennessee Titans. El entrenador en jefe de los Titans, Jeff Fisher, quien se hizo amigo de Johnson mientras jugaba en la USC, dijo que pensaba que el número y la producción de Johnson hablaban por sí mismos: «Él todavía jugaba a un nivel alto el año pasado», Dijo Fisher. «Él no ha sufrido lesiones por temporada, siempre que tenga la oportunidad de traer a un veterano experimentado para que agregue a su lista, entonces es una buena cosa». El mismo día, Johnson anunció que estaría trabajando como analista de ESPN.
El 5 de febrero de 2008, CBS4 Miami informó que Bill Parcells llegó a Johnson. Parcells supuestamente le dijo que si iba a salir de la jubilación habría un lugar en la lista de Miami Dolphins para él.
Su juego completo le ha valido la selección al Pro Bowl tres veces - 1998 y 1999 con el N.Y. Jets y 2001 con Tampa Bay. Johnson terminó su carrera con 814 recepciones, empatando a él en el 17to lugar absoluto con Henry Ellard por las recepciones de carrera de la NFL. Sus 10.571 yardas de recepción es el 24to más alto total en historia de NFL. Al llegar a la meseta de 600 recepciones de carrera en 118 juegos, empató a Herman Moore por el segundo menor número de juegos necesarios en la historia de la NFL para alcanzar esa marca, y se convirtió en uno de los tres jugadores en la historia de la liga (Moore y Marvin Harrison) en logar 600 recepciones en menos de 120 partidos. Consiguió 512 pases en sus primeros 100 partidos para clasificar como el cuarta con más recepciones en los primeros 100 partidos de un jugador. Los otros tres son: Marvin Harrison (591), Sterling Sharpe (524) y Lionel Taylor (516).
Para lograr esta producción, ha promediado 74.8 capturas por temporada durante sus primeras nueve temporadas, y logró un pase en cada uno de sus 135 partidos jugados durante este lapso. Este logro fue la segunda racha más larga entre los receptores activos (Harrison, 139) y la tercera racha más larga para comenzar una carrera entre todos los jugadores (Marshall Faulk, 158 y Harrison, 139) en ese momento. Para su carrera, Johnson registró 60 o más capturas en diez de sus once temporadas de la NFL. En 2001 y 2002, se convirtió en el primer jugador en la historia de Buccaneers a registrar temporadas consecutivas de 1.000 yardas recibidas cuando registró 1.266 yardas en 2001 y 1.098 en 2002.
Johnson se perdió sólo tres de los posibles 145 juegos de carrera - incluyendo playoffs - debido a una lesión. Él también tiene 4 hijos: Keyshawn Jr, Maia, Londres, y Vance. Keyshawn Johnson Jr. también es un receptor abierto comprometido a jugar para la Universidad de Nebraska. Su sobrino, Michael Thomas, es el actual receptor abierto de los New Orleans Saints.
En 2012, Johnson protagonizó la aclamada película de Jägermeister, A Stronger Bond, y la campaña digital creada por la galardonada agencia de publicidad Mistress. En 2013, Johnson fue anunciado para ser un concursante en la temporada 17 de Dancing with the Stars. Él fue emparejado con la bailarina profesional Sharna Burgess. El 23 de septiembre de 2013, ellos fueron anunciados como la primera pareja en ser eliminada de la competencia.

## Analista en ESPN
Johnson formó parte del equipo de difusión de la Draft de la NFL de 2007 con Chris Berman, Mel Kiper Jr. y Chris Mortensen, que fue transmitido por ESPN. En 2007, se convirtió en analista de ESPN para Sunday NFL Countdown y Monday Night Countdown. Dentro de los confines de Sunday NFL Countdown yMonday Night Countdown,  Johnson inventó un segmento llamado C'mon Man!, que permite a cada miembro del panel escoger un momento en la última semana de la NFL «girando alrededor de la jugada en el campo o el comportamiento no profesional» de que se podría considerar, en algún nivel, inexcusable o directamente risible. Cada miembro verbaliza lo que su queja puede ser, mientras que los puntos culminantes del momento que ilustran corren alrededor de él, y entonces termina con el miembro del panel que declara con desdén, "¡Vamos hombre!" También ha sido analista en varias transmisiones de ESPN, incluyendo programas pre-juego los domingos y lunes por la noche, y algunos trabajos de radio también.
También fue analista en la competencia de ESPN, Who's Now. A veces fue presentadora de Jim Rome Is Burning mientras Jim Rome estaba ausente. El 23 de enero de 2011, Johnson no estaba en la Sunday NFL Countdown para el fin de semana del Campeonato debido a que su madre murió inesperadamente. Después de la temporada 2015, ESPN se negó a renovar su contrato.

## Serie de diseño interior de A&E
En noviembre de 2008, Johnson fue contratado para una serie televisiva de fin de semana llamada Keyshawn Johnson: Tackling Design. El programa fue transmitido en A&E en julio de 2009 y muestra el conocimiento de Johnson de diseño de interiores para ayudar a otras personas a redecorar sus hogares.

## Negocio de inversión
Johnson fue cofundador de First Picks Management en 2005 como vehículo para perseguir sus intereses empresariales en las industrias de servicios alimentarios, hoteleros e inmobiliarios, así como inversiones de capital de riesgo. Reclutó los MBAs de la Escuela de negocios Harvard, Glenn y Clarence Mah, así como su agente de relaciones públicas y marketing, Ingrid Roberts, para codirigir la organización. Johnson y su equipo directivo se asociaron con atletas de la National Football League y la National Basketball Association, entre ellos Warrick Dunn, Dennis Northcutt, Terence Newman y Joe Smith en el desarrollo de First Picks Management, un sitio web corporativo.